# Marian Nusbaum-Ołtaszewski
Marian Nusbaum-Ołtaszewski, właśc. Czesław Ołtaszewski (ur. 1896, zm. 1943 w Wilnie) – polski publicysta, redaktor, wydawca pochodzenia żydowskiego.

## Życiorys
W 1919 został redaktorem „Dziennika Łódzkiego”, ponadto pracował „Kurierze Wieczornym” i „Głosie Polskim” w latach 1919–1922. W latach 1923–1925 pracował jako redaktor naczelny dziennika „Republika”. Następnie w latach 1922–1932 był kierownikiem Oddziału Prasowego Magistratu w Łodzi – redagował „Dziennik Zarządu m. Łodzi”. W 1923 został współzałożycielem „Expressu Wieczornego Ilustrowanego” (późn. „Express Ilustrowany”), który w latach 1923–1939 współredagował z Leszkiem Kirkienem i Władysławem Polakiem.
Był współinicjatorem i współzałożycielem Syndykatu Dziennikarzy w Łodzi oraz działał w Sekcji Propagandy II Oddziału Dowództwa Okręgu Generalskiego Łódzkiego pod kierownictwem Konrada Fiedlera. Był członkiem Zarządu Głównego Polskiego Związku Wydawców.
Po wybuchu II wojny światowej zamieszkał w Wilnie, tam został schwytany przez Niemców i zamordowany.